# 尘兔

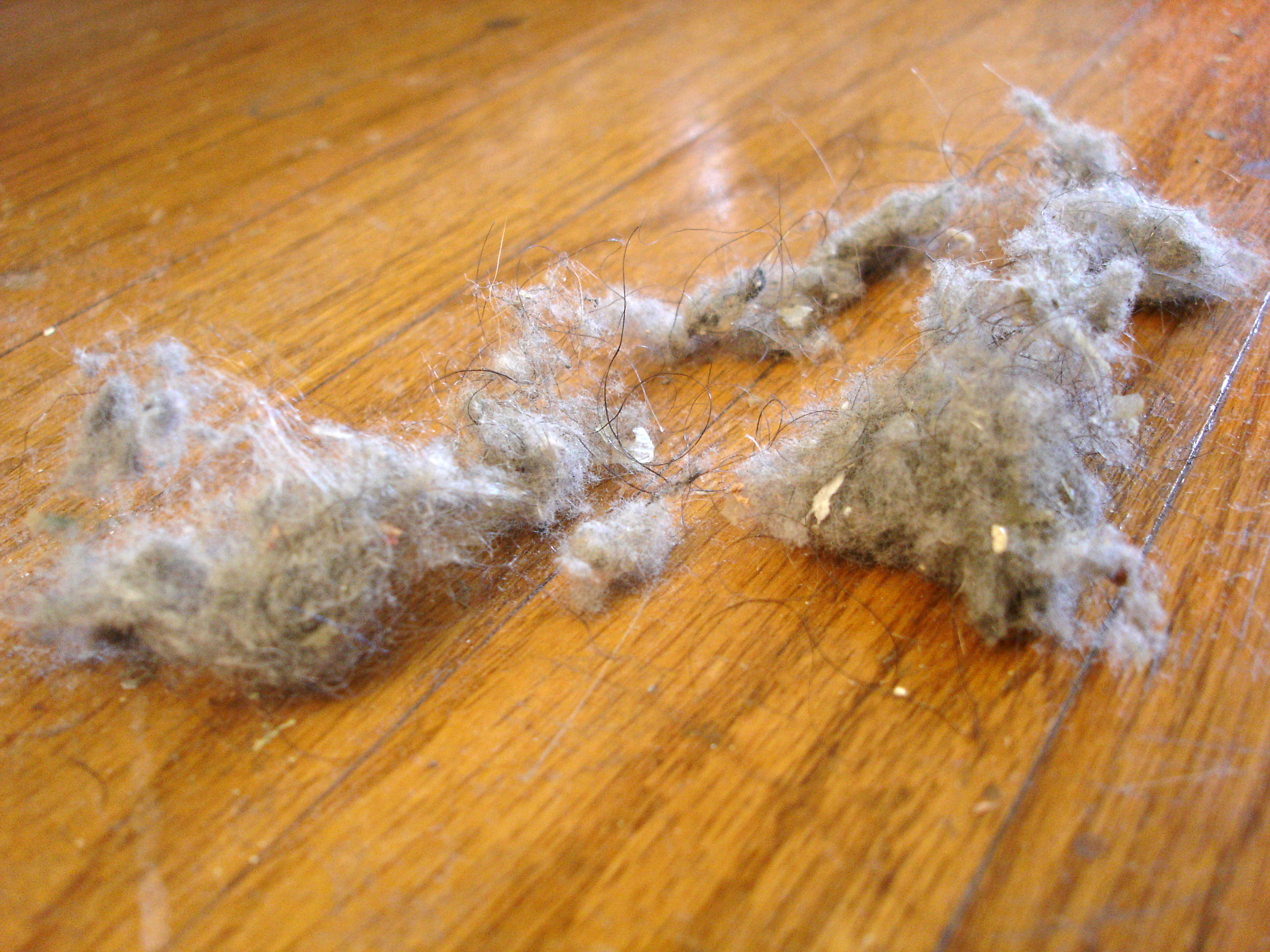
尘兔

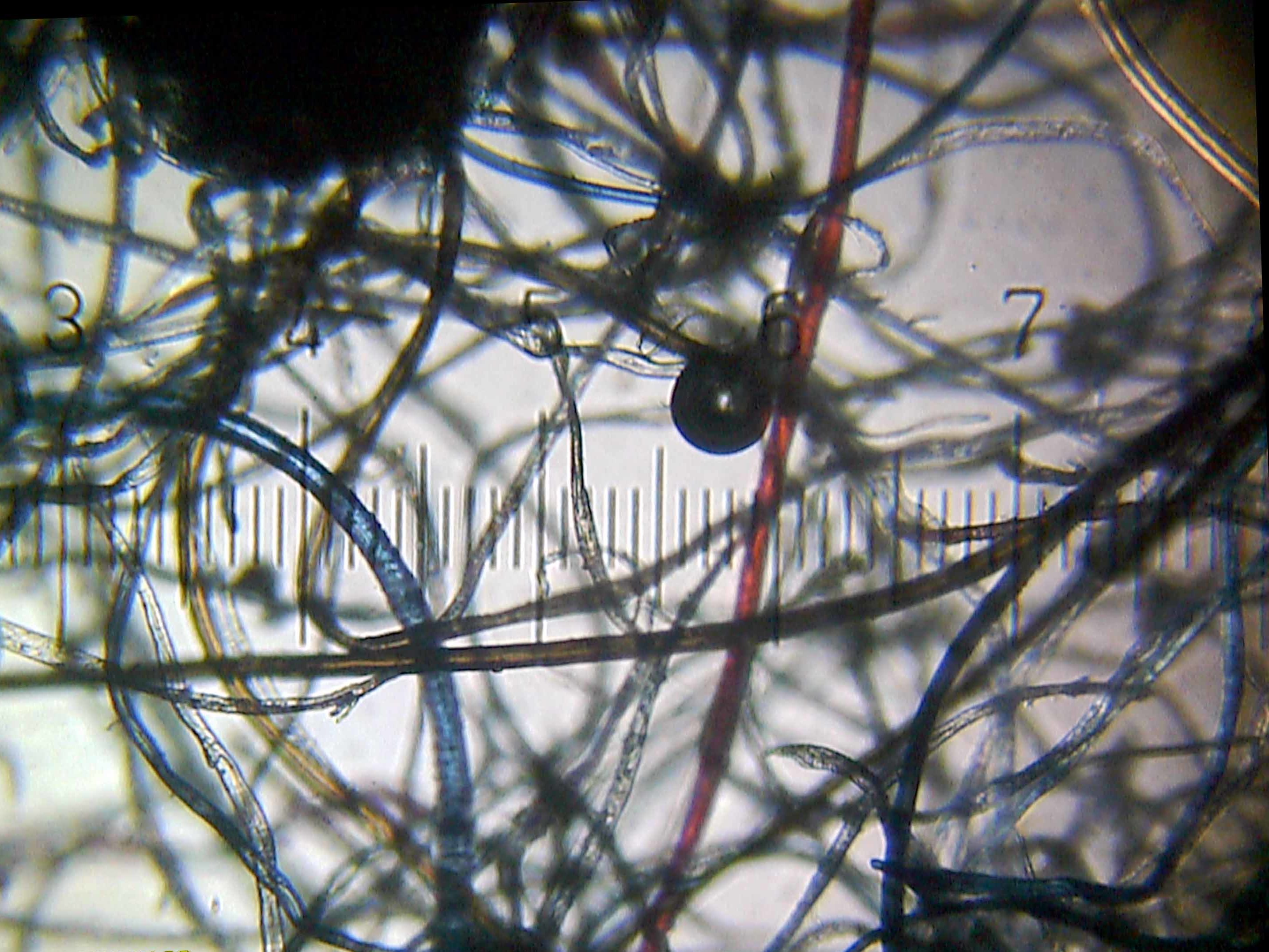
尘兔的微观视图。比例尺上的编号刻度间隔为230 µm。

尘兔（英語：或dustbunnies）是一种在家具下方形成的小团状灰尘，会出现在不常清洁的角落。尘兔由毛发、皮棉、脱落的角质、蜘蛛网、灰尘等组成，有时也有轻薄的垃圾或碎片，它们因静电和毡状缠绕纠缠在一起。尘兔可以容纳塵蟎或其他寄生虫，并可能堵塞和降低滤尘器的效率。一个大微粒的运动就可以开始形成一个尘兔。
尘兔对电子产品有害，可能阻碍空气经过散热片而显著提升工作温度，从而缩短电子元件的寿命。
尘兔也被用来类比微型行星吸积增加的宇宙物质。

## 在流行文化中
- 宫崎骏电影《龙猫》和《千与千寻》中的角色Susuwatari（英语：Susuwatari）（灰尘精灵、煤煤虫、煤炭屎鬼）是一种尘兔。
- Dust 514中玩家经常被称为尘兔。
- The Big Comfy Couch（英语：The Big Comfy Couch）剧集中有两只满身灰尘的兔子。
- Beyond Zork（英语：Beyond Zork）出现有尘兔。
- 在Rugrats中，Tommy和Chuckie把尘兔想象成一种怪物，他们用很长的有弹性的耳朵抓住小孩的脚踝，把他们拖到地下。
- 模擬市民4的灰塵大作戰套件包中，隨著游戲時間的流動，不打掃房屋會導致房屋出現灰塵并誕生可飼養的灰塵兔，打掃屋子后灰塵兔就會消失。

## 在其他语言中
- 在丹麦语中称为"nullermænd"。"nuller-"取自动词"nulre"，意思是在人的手指间移动某物，"-mænd"意思是人（"men"）
- 在芬兰语中被称为"villakoira"，意思是毛茸茸的狗（wool dog），是该语言中对贵宾犬的昵称。
- 在法语中称为"moutons"，意思是羊（sheep）
- 在德语中称为"Wollmäuse"，意思是毛老鼠（wool mice）[7]
- 在匈牙利语中称为"porcica"，意思是灰尘小猫（dust kitten）
- 在挪威语中称为"hybelkaniner"，意思是旅居的兔子（"lodging bunnies"）[8]
- 在波兰语中称为"koty"，意思是猫（cats）
- 在葡萄牙語中称为"cotão"。
- 低地蘇格蘭語中的单词为"oose"[9][10]
- 在西班牙语中称为"pelusa"。
- 在瑞典語中称为"dammråttor"，意思是灰尘老鼠（dust rats）。
- 在土耳其语中称为"hav"。